# Phulpur (Allahabad)
Phulpur è una suddivisione dell'India, classificata come nagar panchayat, di 21.066 abitanti, situata nel distretto di Allahabad, nello stato federato dell'Uttar Pradesh.